# Гольдбруннер, Людвиг
Людвиг Гольдбруннер (Голдбрюннер, нем. Ludwig Goldbrunner; 5 марта 1908, Мюнхен, Германская империя — 26 сентября 1981, Мюнхен, ФРГ) - немецкий футболист, играющий на позиции полузащитника, тренер. 

## Клубная карьера
Гольдбруннер сыграл 39 матчей на позиции центрального полузащитника за сборную Германии в период с 1933 по 1940 год. Он играл нва чемпионате мира по футболу 1938 года, но вскоре был отстранен из команды после поражения от Швейцарии (4:2).
Он стал известен в 1937 году как один из игроков «Бреслау-Эльф» (Бреслау Одиннадцать), после того, как они разгромили Данию со счетом 8:0.
Он был игроков первой чемпионской «Баварии», выигравшие турнир 1932 года. Год спустя Гольдбруннер дебютировал в сборной Германии в матче против Швейцарии. В последующие годы Людвиг по очереди с Рейнхольдом Мюнценбергом находился в центре полузащиты, но к 1936 году, когда Мюнценберг переместился на позицию левого защитника, Голдбруннер полностью закрепился на середине поля. За свою международную карьеру Голдбруннер сыграл против лучших центральных форвардов в европейском футболе, а именно англичанина Джорджа Камселла, португальца Фернанду Пейротеу, бельгийца Раймона Брена, француза Поля Николаса, итальянца Сильвио Пиолы и испанца Исидро Лангары. Примечательно, что только Джордж Камселл сумел забить при Голдбрюннере.